# فهرست گونه‌های گوهرمرغ
در زیر فهرستی از گونه‌های گوهرمرغان (Cotingidae) به تفکیک سرده آورده شده است.

## گونه‌ها
تیره: گوهرمرغان
- سرده: گیاه‌برها, Plantcutters 
  - گیاه‌بر سرخ‌گون Phytotoma rutila
  - گیاه‌بر دم‌حنایی Phytotoma rara
  - گیاه‌بر پرویی, Phytotoma raimondii
- سرده: گوهرمرغ‌های سرخ, Red cotingas 
  - گوهرمرغ سرخ گویان, Phoenicircus carnifex
  - گوهرمرغ سرخ گردن‌سیاه, Phoenicircus nigricollis
- سرده: گوهرمرغ‌های سوت‌زن
  - گوهرمرغ سیاه‌وطلایی Tijuca atra
  - گوهرمرغ بال‌خاکستری Tijuca condita
- سرده:  Carpornis , Berryeaters 
  - توت‌خوار کلاه‌پوش, Carpornis cucullata
  - توت‌خوار سرسیاه, Carpornis melanocephala
- سرده: گوهرمرغ‌های کاکلی
  - گوهرمرغ کاکل‌سرخ, Ampelion rubrocristatus
  - گوهرمرغ کاکل‌بلوطی, Ampelion rufaxilla
- سرده: Doliornis
  - گوهرمرغ شکم‌بلوطی Doliornis remseni
  - گوهرمرغ زیردم‌کهری Doliornis sclateri
- سرده: گوهرمرغ گونه‌سفید
  - گوهرمرغ گونه‌سفید, Zaratornis stresemanni
- سرده: میوه‌خورک, Fruiteaters 
  - میوه‌خورک نواری, Pipreola arcuata
  - میوه‌خورک سینه‌طلایی, Pipreola aureopectus
  - میوه‌خورک گلوآتشی, Pipreola chlorolepidota
  - میوه‌خورک خوش‌سیما, Pipreola formosa
  - میوه‌خورک سینه‌قرمز, Pipreola frontalis
  - میوه‌خورک دم‌نواری, Pipreola intermedia
  - میوه‌خورک سینه‌نارنجی, Pipreola jucunda
  - میوه‌خورک سینه‌سیاه, Pipreola lubomirskii
  - میوه‌خورک نقاب‌دار, Pipreola pulchra
  - میوه‌خورک سبزوسیاه, Pipreola riefferii
  - میوه‌خورک سرخ‌نواری, Pipreola whitelyi
- سرده: Ampelioides
  - Scaled fruiteater, Ampelioides tschudii
- سرده: مرغ‌های تاریک, Typical pihas 
  - تاریک‌مرغ تیره, Lipaugus fuscocinereus
  - تاریک‌مرغ بال‌شمشیری, Lipaugus uropygialis
  - تاریک‌مرغ جارزن, Lipaugus vociferans
  - تاریک‌مرغ حنایی, Lipaugus unirufus
  - تاریک‌مرغ زیردارچینی, Lipaugus lanioides
  - تاریک‌مرغ طوق‌گلی, Lipaugus streptophorus
  - تاریک‌مرغ کلاه‌بلوطی, Lipaugus weberi
- سرده: مرغ اسنو, Atypical pihas 
  - تاریک‌مرغ زیتونی, Snowornis cryptolophus
  - تاریک‌مرغ دم‌خاکستری, Snowornis subalaris
- سرده گوهرمرغ گلوارغوانی
  - گوهرمرغ گلوارغوانی, Porphyrolaema porphyrolaema
- سرده: گوهرمرغ‌های فیروزه‌ای
  - Lovely cotinga, Cotinga amabilis
  - گوهرمرغ فیروزه‌ای, Cotinga ridgwayi
  - گوهرمرغ آبی, Cotinga nattererii
  - گوهرمرغ گلوآلویی, Cotinga maynana
  - گوهرمرغ سینه‌ارغوانی, Cotinga cotinga
  - گوهرمرغ نواردار, Cotinga maculata
  - گوهرمرغ پولک‌دار, Cotinga cayana
- سرده: گوهرمرغ‌های کاکلی
  - گوهرمرغ پمپادور, Xipholena punicea
  - گوهرمرغ دم‌سفید, Xipholena lamellipennis
  - گوهرمرغ بال‌سفید, Xipholena atropurpurea
- سرده: Carpodectes
  - گوهرمرغ سفید, Carpodectes hopkei
  - گوهرمرغ نوک‌زرد, Carpodectes antoniae
  - گوهرمرغ برفی, Carpodectes nitidus
- سرده: گوهرمرغ رخ‌سیاه
  - گوهرمرغ رخ‌سیاه, Conioptilon mcilhennyi
- سرده:  Gymnoderus 
  - Bare-necked fruitcrow, Gymnoderus foetidus
- سرده:  Haematoderus 
  - Crimson fruitcrow, Haematoderus militaris
- سرده:  Querula 
  - Purple-throated fruitcrow Querula purpurata
- سرده:  Pyroderus 
  - Red-ruffed fruitcrow, Pyroderus scutatus
- سرده: Cephalopterus, Umbrellabirds 
  - مرغ چتری غبغب‌دراز, Cephalopterus penduliger
  - مرغ چتری آمازون, Cephalopterus ornatus
  - مرغ چتری گردن‌لخت, Cephalopterus glabricollis
- سرده: Perissocephalus
  - Capuchinbird Perissocephalus tricolor
- سرده: مرغ زنگوله‌ای نوگرمسیری, Neotropical bellbirds 
  - Three-wattled bellbird, Procnias tricarunculatus
  - White bellbird, Procnias albus
  - Bearded bellbird, Procnias averano
  - Bare-throated bellbird, Procnias nudicollis
- سرده: Rupicola, Cock-of-the-rocks 
  - خروس‌سنگی آند, Rupicola peruvianus
  - خروس‌سنگی گینه, Rupicola rupicola